# کوه دیویس (کالیفرنیا)
کوه دیویس (به انگلیسی: Mount Davis) یک کوه در ایالات متحده آمریکا است که در کالیفرنیا واقع شده‌است.